# Jogos Sul-Americanos da Juventude de 2013
Os Jogos Sul-Americanos da Juventude de 2013, ou I Jogos Sul-Americanos da Juventude, foi um evento multiesportivo realizado na cidade de Lima, Peru de 20 até 29 de setembro 2013. A inauguração foi realizada na Praça Maior de Lima e foi liderada pelo presidente do Peru, Ollanta Humala. Aproximadamente 1.200 atletas de 14 Comitês Olímpicos Nacionais (CONs) competiram em 95 eventos de 19 esportes e disciplinas, fazendo o primeiro evento na história dos jogos.

## Escolha da sede
Antes de ter atribuído à cidade de Lima como sede do Sul-americana dos jogos da juventude. A Odesur fez o anúncio das eleições durante os Jogos Olímpicos de Verão de 2012.

## Símbolos

### Tocha
A tocha dos Jogos Sul-Americanos da Juventude é feita de aço inoxidável bronzeado, mede 90 cm de comprimento, pesa 1600 gramas e tem desenhos alusivos à juventude.

### Mascote
O mascote dos Jogos Sul-Americanos da Juventude de 2013 é o pinguim-de-humboldt.

## Países participantes
Esta edição dos jogos conta com a participação de quatorze países.
| - Argentina - Aruba - Bolívia - Brasil - Chile | - Colômbia - Equador - Guiana - Panamá - Paraguai | - Peru - Suriname - Uruguai - Venezuela |

## Modalidades
| - Atletismo () - Badminton () - Boxe () - Canoagem () - Ciclismo () - Esgrima () - Ginástica artística () | - Judô () - Levantamento de peso () - Lutas () - Natação () - Remo () - Saltos ornamentais () | - Taekwondo () - Tênis () - Tênis de mesa () - Triatlo () - Vela () - Voleibol de praia () |

## Quadro de medalhas
*   país anfitrião (Peru)
| Pos.                | País                | Ouro | Prata | Bronze | Total |
| ------------------- | ------------------- | ---- | ----- | ------ | ----- |
| 1                   | Brasil              | 72   | 38    | 32     | 142   |
| 2                   | Colômbia            | 30   | 20    | 20     | 70    |
| 3                   | Venezuela           | 17   | 28    | 20     | 65    |
| 4                   | Equador             | 16   | 22    | 17     | 55    |
| 5                   | Argentina           | 12   | 18    | 34     | 64    |
| 6                   | Peru                | 9    | 20    | 36     | 65    |
| 7                   | Chile               | 8    | 12    | 21     | 41    |
| 8                   | Panamá              | 5    | 3     | 8      | 16    |
| 9                   | Uruguai             | 3    | 5     | 5      | 13    |
| 10                  | Paraguai            | 3    | 3     | 4      | 10    |
| 11                  | Bolívia             | 2    | 2     | 1      | 5     |
| 12                  | Aruba               | 1    | 1     | 5      | 7     |
| 13                  | Guiana              | 0    | 1     | 6      | 7     |
| 14                  | Suriname            | 0    | 1     | 3      | 4     |
| Total (14 entradas) | Total (14 entradas) | 178  | 174   | 212    | 564   |